# Aleksander Ciążyński
Aleksander Ciążyński (* 30. April 1945 in Gniezno; † 11. November 2021 ebenda) war ein polnischer Hockeyspieler.
Aleksander Ciążyński war für die Vereine Stella Gniezno, Sparta Gniezno und für den WKS Grunwald Poznań aktiv. Mit Stella wurde er 1974 polnischer Meister. Selbiges gelang ihm 1966 mit dem WKS Grunwald Poznań.
Für die polnische Hockeynationalmannschaft absolvierte Ciążyński zwischen 1962 und 1972 30 Länderspiele. Er gehörte unter anderem zum polnischen Aufgebot bei der Feldhockey-Europameisterschaft 1970 und bei den Olympischen Sommerspielen 1972 in München.
Ciążyński war mit Ewa Wysocka verheiratet und hatte vier Kinder.